# El Salvador nos Jogos Pan-Americanos de 1951
El Salvador competiu nos Jogos Pan-Americanos de 1951 em Buenos Aires de 25 de fevereiro a 10 de março de 1951. Não conquistou medalhas nesta edição.